# Limberg (Kolkwitz)

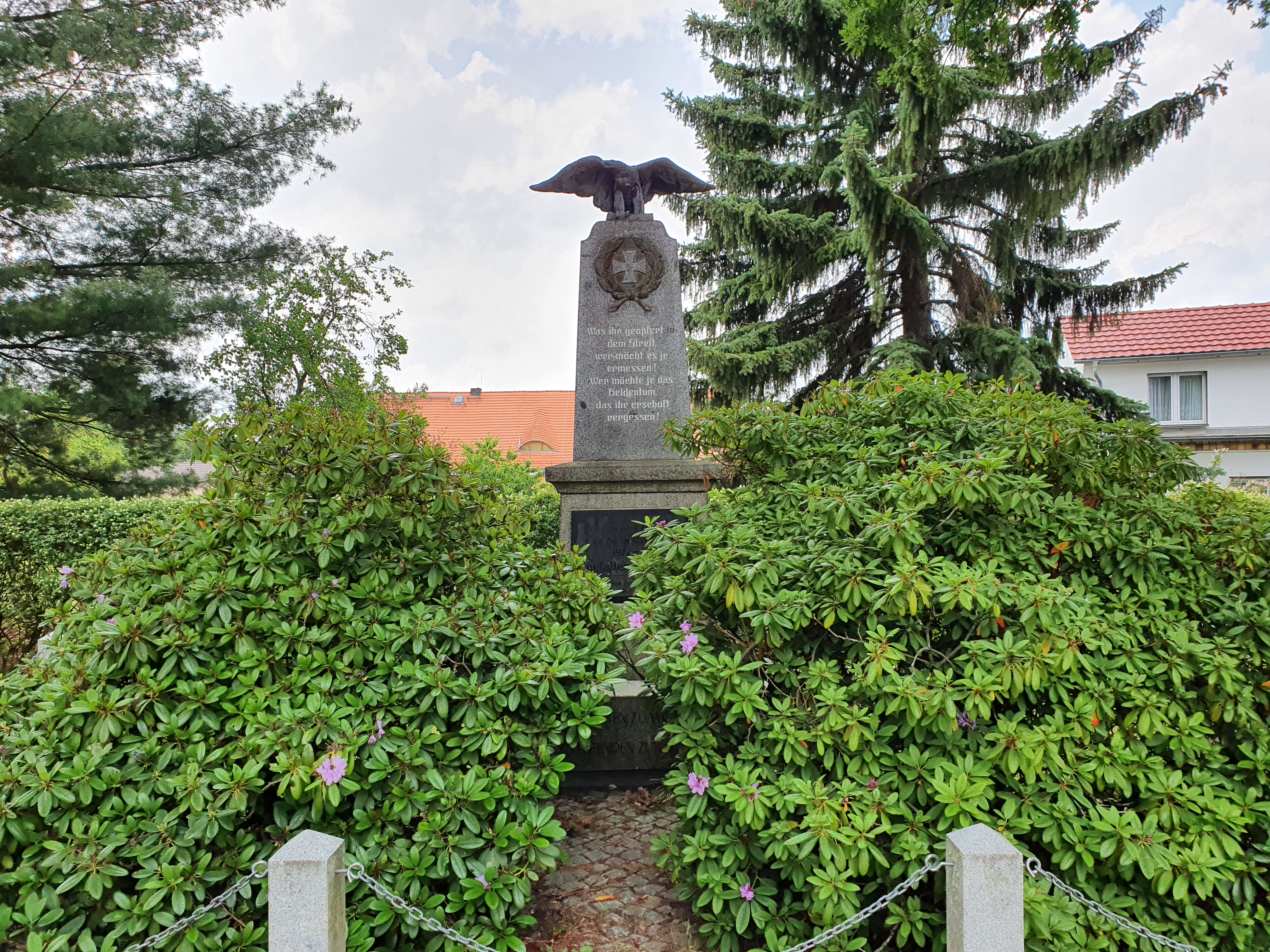
Gefallenendenkmal

Limberg, niedersorbisch Limbark, ist ein Ortsteil der Gemeinde Kolkwitz im Landkreis Spree-Neiße in Brandenburg. Bis zur Eingemeindung nach Kolkwitz am 6. Dezember 1993 war Limberg eine eigenständige Gemeinde.

## Lage
Limberg liegt in der Niederlausitz am südlichen Rand des Spreewaldes knapp zehn Kilometer westlich von Cottbus. Umliegende Ortschaften sind Kunersdorf im Norden, Dahlitz im Nordosten, Kolkwitz im Osten, Glinzig im Südosten, Kackrow im Süden, Wiesendorf im Südwesten, Krieschow und Eichow im Westen sowie Milkersdorf im Nordwesten. Limberg gehört zum amtlichen Siedlungsgebiet der Sorben/Wenden in Brandenburg.
Durch Limberg verlaufen die Landesstraße 49 (ehemalige Bundesstraße 115) von Lübbenau nach Cottbus und die Landesstraße 512 nach Werben. Südlich des Ortsgebietes verläuft die Bahnstrecke Halle–Cottbus. Im Norden bildet der Priorgraben die Grenze zu Kunersdorf.

## Geschichte
Limberg wurde in einer Urkunde vom 25. März 1389 erstmals als Lyndenberg erwähnt. Weitere Schreibweisen im Laufe der Zeit waren Lindenwerk im Jahr 1458, Lindebergk im Jahr 1527 und Lindenberg im Jahr 1578. Der sorbische Ortsname wurde 1761 als Limbarg und 1843 als Limbórk erwähnt. Der Ortsname bezeichnet ein Dorf an einem mit Linden bewachsenen Berg.
Zum Zeitpunkt der Ersterwähnung war Limberg ein Teil des Markgraftums Niederlausitz und gehörte somit zu den böhmischen Kronländern. Die Bevölkerung lebte früher größtenteils von der Landwirtschaft und waren gegenüber den Gutsherren dienstpflichtig und mussten an diese Steuern zahlen. Das Gut gehörte bis 1547 sowie erneut von 1578 bis ca. 1622 den Freiherren von Seyffertitz, dazwischen den Herren von Minckwitz. Nach 1622 kam das Gut in den Besitz der Herren von Loeben. Mit dem Frieden von Prag kam der größte Teil der Niederlausitz, darunter auch Limberg, an das Kurfürstentum Sachsen. Limberg lag dabei als sächsische Exklave in der markbrandenburgischen und somit ab 1701 preußischen Herrschaft Cottbus, die wiederum als Enklave von sächsischem Gebiet umgeben war. Im Jahr 1718 lebten in Limberg sieben Kossäten und vier Häusler, die Einwohner hatten eine Schatzung von 200 Gulden an die Grundherren abzugeben.
Nach der auf dem Wiener Kongress beschlossenen Teilung des Königreiches Sachsen kam Limberg 1815 zum Königreich Preußen. Seit dem folgenden Jahr gehörte der Ort zum Landkreis Cottbus im Regierungsbezirk Frankfurt der Provinz Brandenburg. 1844 gab es in Limberg 44 Wohngebäude, die von 246 Einwohnern bewohnt wurden; kirchlich gehörte Limberg zu Krieschow. Ein Jahr später verkaufte die Familie von Loeben das Gut Limberg. 1867 hatte Limberg 293 Einwohner, das Rittergut gehörte einem Kaufmann aus Calau. Spätestens Ende des 19. bzw. Anfang des 20. Jahrhunderts gab es in Limberg eine Schule. Des Weiteren ist in Grundkarten aus dieser Zeit eine nordwestlich des Ortszentrums gelegene Ziegelei verzeichnet. Bei der Volkszählung am 1. Dezember 1871 hatte die Landgemeinde Limberg 244 Einwohner, davon waren 122 männlich und 122 weiblich; 56 Einwohner waren Kinder unter zehn Jahren. Der Gutsbezirk Limberg hatte 43 Einwohner, davon 22 Männer und 21 Frauen; neun Einwohner waren jünger als zehn Jahre. Alle Einwohner Limbergs waren evangelisch-lutherischer Konfession.
Im Jahr 1890 hatte die Gemeinde Limberg 310 Einwohner, der Gutsbezirk Limberg hatte fünf Jahre später 32 Einwohner. Der Gutsbezirk wurde Anfang des 20. Jahrhunderts aufgelöst und in die Landgemeinde eingegliedert. Mit dem 1. Dezember 1910 zählte die Landgemeinde Limberg 379 Einwohner. 1924 wurde im Ort eine Freiwillige Feuerwehr gegründet.

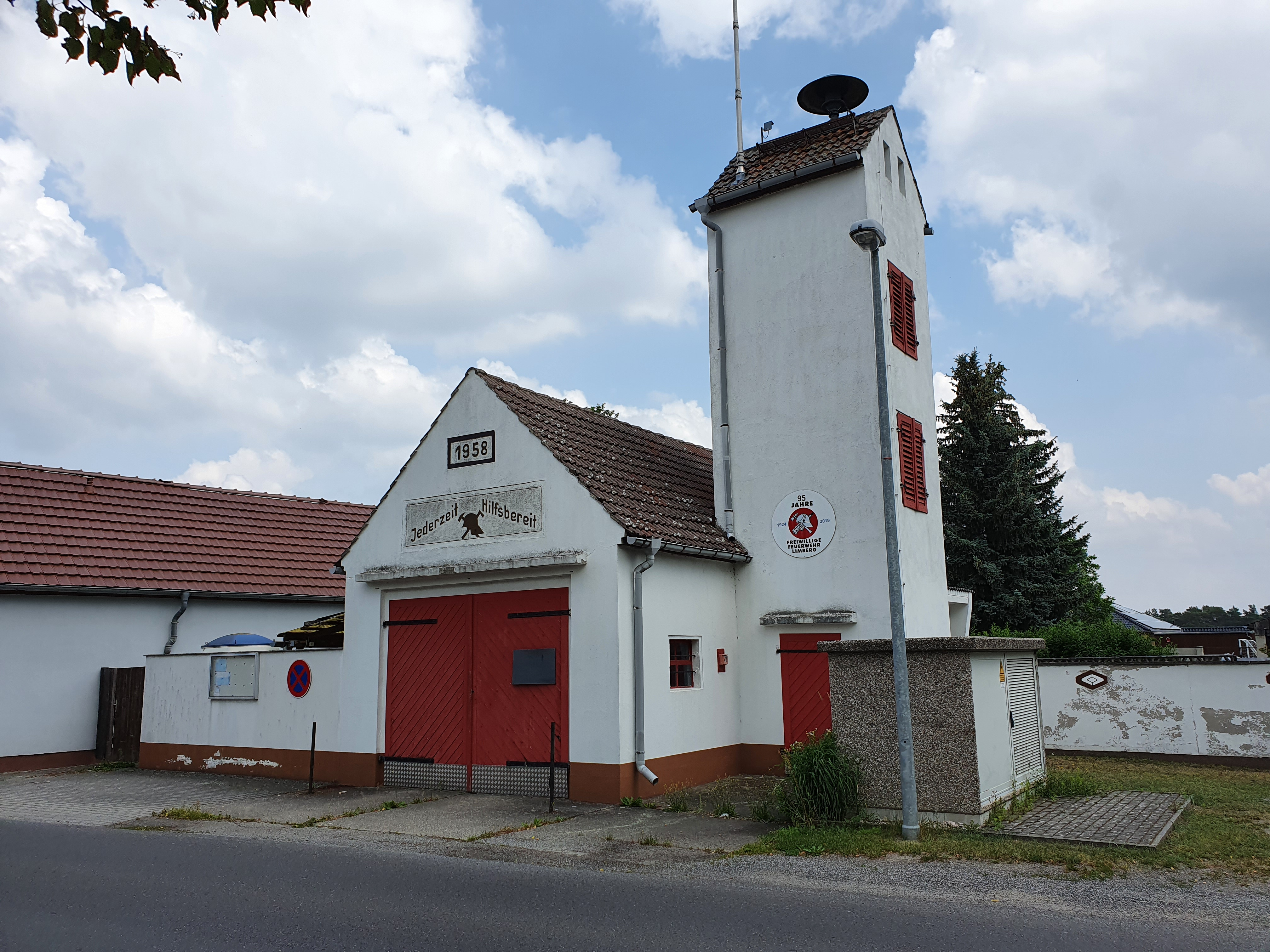
Das alte Gerätehaus der Freiwilligen Feuerwehr

Nach dem Ende des Zweiten Weltkrieges kam Limberg zur Sowjetischen Besatzungszone. Die Gutsbesitzer wurden enteignet und das Land im Zuge einer Bodenreform auf Neubauern verteilt. Seit 1949 lag Limberg in der DDR. Am 25. Juli 1952 wurde die Gemeinde dem neu gebildeten Kreis Cottbus im Bezirk Cottbus zugeordnet. Die Schule in Limberg wurde 1959 mit den Schulen in Glinzig, Eichow und Krieschow zu einer Polytechnischen Oberschule zusammengeschlossen, die zunächst die verfügbaren Unterrichtsräume weiter nutzte und 1965 in den Schulneubau nach Krieschow umzog.
Nach der Wiedervereinigung gehörte die Gemeinde Limberg zum Landkreis Cottbus in Brandenburg. Nach der Kreisreform in Brandenburg am 6. Dezember 1993 wurde Limberg dem neu gebildeten Landkreis Spree-Neiße zugeordnet und zeitgleich mit zehn weiteren Gemeinden zu der neuen Großgemeinde Kolkwitz zusammengeschlossen. Im Februar 2020 wurde in Limberg ein neues Gerätehaus für die Feuerwehr eingeweiht.

## Bevölkerungsentwicklung
| Jahr | Einwohner |
| ---- | --------- |
| 1875 | 283       |
| 1890 | 310       |
| 1910 | 379       |

| Jahr | Einwohner |
| ---- | --------- |
| 1925 | 382       |
| 1933 | 387       |
| 1939 | 390       |

| Jahr | Einwohner |
| ---- | --------- |
| 1946 | 572       |
| 1950 | 540       |
| 1964 | 445       |

| Jahr | Einwohner |
| ---- | --------- |
| 1971 | 377       |
| 1981 | 386       |
| 1985 | 383       |

| Jahr | Einwohner |
| ---- | --------- |
| 1989 | 382       |
| 1992 | 458       |

Gebietsstand des jeweiligen Jahres
Bis ins 20. Jahrhundert war Limberg ein überwiegend sorbischsprachiges Dorf. Für seine Statistik über die sorbische Bevölkerung in der Lausitz ermittelte Arnošt Muka im Jahr 1884 für Limberg eine Einwohnerzahl von 300 Einwohnern, davon waren 292 Sorben (97 %) und acht Deutsche, die wiederum auch die sorbische Sprache beherrschten. Der Sprachwechsel zum Deutschen erfolgte im 20. Jahrhundert. Im Jahr 1956 hatten laut Ernst Tschernik noch 26,4 Prozent der Einwohner von Limberg Sorbischkenntnisse.
Zum Zeitpunkt der Wiedervereinigung hatte Limberg 382 Einwohner. In den 1990er-Jahren wurde im südlichen Teil des Ortes ein neues Baugebiet erschlossen, was die Einwohnerzahl auch durch Zuzug stark ansteigen ließ. In den 2010er-Jahren folgte die Erschließung eines weiteren Baugebiets im Westen des Dorfes. Bis 2022 stieg die Einwohnerzahl auf 731 und konnte sich somit innerhalb von 30 Jahren fast verdoppeln.

## Regelmäßige Veranstaltungen
Seit 1996 findet in Limberg jährlich am zweiten Wochenende im August das „Bike & Rock Festival Limberg“ statt.